# Voltron Force
Voltron Force è un sequel immaginario della serie animata degli anni '80 Voltron, originariamente doveva essere trasmessa nell'autunno del 2010. Alla fine la serie è stata presentata in anteprima il 16 giugno 2011, in esclusiva sulla rete televisiva Nicktoons in concomitanza con la première della seconda stagione di Iron Man: Armored Adventures. Si è conclusa il 25 aprile 2012 con l'episodio "Black". A differenza della serie originale di Voltron, le uniformi dei piloti hanno lo stesso colore dei loro leoni e questa è la seconda serie di Voltron a farlo dopo Voltron: The Third Dimension.
In Italia questa serie è inedita.

## Trama
Con il ritorno del male, il terribile stregone-re Drago Lotor è tornato con un'energia oscura che può distruggere la galassia. La nostra unica speranza è la Voltron Force, una squadra di cinque piloti eroici che controllano cinque fantastici leoni robotici. Quando i mostruosi Robinest di Lotor attaccano, i leoni si uniscono per formare Voltron e passare al contrattacco.

## Doppiatori
- Mark Hildreth
- Andrew Francis
- Ty Olsson
- Garry Chalk
- Shannon Chan-Kent
- Ashleigh Ball
- Samuel Vincent
- Tabitha St. Germain
- Giles Panton
- Doron Bell Jr.
- Vincent Tong
- Ron Halder
- Gabe Khouth
- Alan Marriott

## Lista episodi
| nº | Titolo originale          | Data             |
| -- | ------------------------- | ---------------- |
| 01 | New School Defenders      | 16 giugno 2011   |
| 02 | Defenders of Arus         | 16 giugno 2011   |
| 03 | Defenders of the Universe | 16 giugno 2011   |
| 04 | Coran, Coran              | 23 giugno 2011   |
| 05 | Joyride To Doom           | 30 giugno 2011   |
| 06 | The Hunkyard              | 7 luglio 2011    |
| 07 | Lion Riders Return        | 14 luglio 2011   |
| 08 | Flash Form Go!            | 21 luglio 2011   |
| 09 | Dark Blue                 | 28 luglio 2011   |
| 10 | Wanted and Unwanted       | 4 agosto 2011    |
| 11 | Predator Robeast          | 11 agosto 2011   |
| 12 | Hungry for Voltron        | 18 agosto 2011   |
| 13 | Clash of the Lions        | 25 agosto 2011   |
| 14 | Inside the Music          | 3 novembre 2011  |
| 15 | Rogue Trip                | 10 novembre 2011 |
| 16 | Brains                    | 17 novembre 2011 |
| 17 | Ghost in the Lion         | 27 novembre 2011 |
| 18 | Gary                      | 29 febbraio 2012 |
| 19 | Five Forged               | 7 marzo 2012     |
| 20 | Dradin, Baby, Dradin      | 14 marzo 2012    |
| 21 | I, Voltron                | 21 marzo 2012    |
| 22 | Crossed Signals           | 28 marzo 2012    |
| 23 | Roots of Evil             | 4 aprile 2012    |
| 24 | The Army Of One           | 11 aprile 2012   |
| 25 | Deceive and Conquer       | 18 aprile 2012   |
| 26 | Black                     | 25 aprile 2012   |